# هیل، منچستر بزرگ
هیل (به انگلیسی: Hale) یک روستا در بریتانیا است که در ترافورد واقع شده‌است. هیل ۱۵٬۳۱۵ نفر جمعیت دارد.